# Narcissus ×andorranus
Narcissus ×andorranus  (лат.) — вид однодольных растений рода Нарцисс (Narcissus) семейства Амариллисовые (Amaryllidaceae). Впервые описан испанским ботаником Франциско Хавьером Фернандесом Касасом в 1983 году.
Narcissus ×andorranus представляет собой естественный гибрид Narcissus poeticus и Narcissus pseudonarcissus subsp. nobilis.

## Распространение
Эндемик Андорры. Типовой экземпляр собран на лугу у деревни Рансоль, на высоте 1650 м.

## Ботаническое описание
Луковичный геофит.
Венчик цветка длиной 1,4—1,7 см, лепестки шириной до 2,1 см.